# Jin Ke
Jin Ke  est un personnage de fiction créé par Gregory Widen, Peter Bellwood et Larry Ferguson dans le film Highlander: Endgame réalisé par Douglas Aarniokoski, en 2000. Il est interprété à l'écran par Donnie Yen.

## Biographie fictive
Il est né en 300 av. J.-C., il a été soldat au service de l'empereur chinois Qin et était chargé de protéger les ouvriers qui construisaient la muraille de Chine des attaques de nomades.
Révolté par le caractère de l'empereur il prend part à une conspiration pour l'assassiner, la conspiration est découverte.
Il est tué et devient un immortel, il pense alors que cette nouvelle vie lui permettra de racheter ses fautes et s'engage sur une vie honorable, il choisit de se battre pour des causes justes.
Il est le premier membre recruté par Jacob Kell.